# Грендв'ю, США
«Грендв'ю, США» («Grandview, U.S.A.») — американська комедійна драма 1984 року, знята режисером Рендалом Клейзером.

## Сюжет
Розумний та амбітний юнак Тім Пірсон живе в провінційному містечку Грендв'ю в Іллінойсі та з нетерпінням чекає завершення навчального року, що відбудеться за тиждень. Будучи мрійником, Пірсон налаштований відмовитися від стипендії в місцевому коледжі, не виявляючи інтересу до подальшого навчання, дати відсіч своєму деспотичному батькові й почати кар'єру океанографа. Несподівана зустріч із 27-річною власницею міської траси для дербі на знесення Мішель Коді та досвідченим водієм Ерні Вебстером допомагає Тіму почати здійснювати заповітні мрії, а також віднайти справжнє кохання.

## У ролях
- Джеймі Лі Кертіс — Мішель Коді / Майк
- Крістофер Томас Гауелл — Тім Пірсон
- Патрік Свейзі — Ерні «Слім» Вебстер
- Дженніфер Джейсон Лі — Кенді Вебстер
- Трой Донаг'ю — Донні Вінтон
- Вільям Віндом — Боб Коді
- Керол Кук — Бетті Веллс
- Ем Еммет Волш — містер Кларк
- Рамон Біері — містер Пірсон
- Елізабет Горсі — Бонні Кларк
- Джон Філбін — епізод
- Джоан К'юсак — Мері Мейн
- Джейсон Корт — Бенні
- Тім Гембл — Ларрі
- Фред Лернер — Таккер Сміт
- Ларрі Бранденбург — Міккі
- Тейлор Вільям — епізод
- Кетрін Джустен — місіс Кларк
- Ферн Персонс — епізод
- Бруно Александр — епізод
- Тоні Лінкольн — епізод
- Джордж Вомак — епізод
- Роберт Сван — епізод
- Майкл Вінслоу — Спенсер
- Джин Гартлайн — Фред
- Джон К'юсак — Джонні Мейн

## Знімальна група
- Режисер — Рендал Клейзер
- Сценарист — Кен Гіксон
- Продюсер — Вільям Блейлок, Пітер В. Рі
- Оператор — Рейнальдо Вільялобос
- Композитор — Томас Ньюман